# Azua
Azua je provincie Dominikánské republiky, ležící na jihozápadě krajiny. Rozlohou je to pátá největší provincie; Azua zabírá z celkové rozlohy státu 5,2 %. Počtem obyvatel je Azua desátý největší region a počet obyvatel Azuy k celkovému obyvatelstvu Dominikánské republiky je 2,4 %.
Provincie Azua má 10 obcí:
- Azua de Compostela
- Estebanía
- Guayabal
- Las Charcas
- Las Yayas de Viajama
- Padre Las Casas
- Peralta
- Sabana Yegua
- Pueblo Viejo
- Tabara Arriba